# Szent Paraszkiva-fatemplom (Felsőgörbed)
A felsőgörbedi Szent Paraszkiva-fatemplom műemlékké nyilvánított épület Romániában, Temes megyében. A romániai műemlékek jegyzékében az  TM-II-m-A-06214 sorszámon szerepel.

## Leírása
A zsindellyel fedett templom oltára hatszögletű. A falak fecskefarok-illesztéssel kapcsolódnak. A fenyőfából készült deszkapadlót keresztirányú gerendákra helyezték.